# Cacomantis
Cacomantis es un género de aves cuculiformes de la familia Cuculidae propias del Sudeste Asiático y Oceanía.

## Especies
El género Cacomantis contiene seis especies:
- Cacomantis sonneratii - cuco de Sonnerat;
- Cacomantis merulinus - cuco plañidero;
- Cacomantis variolosus - cuco varioloso;
- Cacomantis heinrichi - cuco moluqueño;
- Cacomantis castaneiventris - cuco ventricastaño;
- Cacomantis flabelliformis - cuco flabeforme.